# Liste des rois d'Akkad
Voici la liste des rois de l'empire d'Akkad, un empire important de la Mésopotamie antique, au IIIe millénaire av. J.-C.. La zone de l'ancien empire est située dans la région couvrant l'Irak, l'est de la Turquie et le nord de la Syrie.
| Règne                                 | Nom                                    | Notes                                          |
| ------------------------------------- | -------------------------------------- | ---------------------------------------------- |
| Rois de Sumer et Akkad                |                                        |                                                |
| 2334 ou 2371 à 2279 ou 2315 av. J.-C. | Sargon (Sharrum-Kin)                   | Anciennement roi de Kish                       |
| 2278 ou 2315 à 2270 av. J.-C. ou 2306 | Rimush                                 | Assassiné ?                                    |
| 2269 ou 2306 à 2255 av. J.-C. ou 2291 | Manishtushu                            | Assassiné                                      |
| 2254 ou 2291 à 2218 av. J.-C. ou 2254 | Naram-Sin d'Akkad                      | Aurait régné 75 ans                            |
| 2217 ou 2254 à 2193 av. J.-C. ou 2230 | Shar-kali-sharri                       |                                                |
| 2192 ou 2230 à 2169 av. J.-C. ou 2226 | Interregnum                            | Anarchie à la suite de l'invasion Guti         |
| c.2189 à c.2189 av. J.-C.             | Igigi                                  | Absent de certaines listes                     |
| c.2189 à c.2189 av. J.-C.             | Nanum                                  | Absent de certaines listes                     |
| c.2188 à c.2188 av. J.-C.             | Emi                                    | Absent de certaines listes                     |
| c.2187 à c.2187 av. J.-C.             | Elulu                                  | Gutien ; absent de certaines listes            |
| c.2186 à c.2168 av. J.-C.             | Dudu                                   |                                                |
| 2168 à 2154 av J.-C.                  | Shu-Turul (Shadural; Shu-Durul)        |                                                |
| Rois de Sumer et Akkad en Uruk        |                                        |                                                |
| c.2120 av. J.-C. à c.2113 av. J.-C.   | Uthegal                                | Déposé ; absent de certaines listes            |
| Rois de Sumer et Akkad à Ur           |                                        |                                                |
| c.2113 av. J.-C. à c.2096 av. J.-C.   | Ur-Nammu, Roi de Summer et Akkad       |                                                |
| c.2095 av. J.-C. à c.2049 av. J.-C.   | Shulgi                                 |                                                |
| c.2048 av. J.-C. à c.2039 av. J.-C.   | Amar-Sîn (Bursin)                      |                                                |
| c.2038 av. J.-C. à c.2030 av. J.-C.   | Shu-Sîn                                |                                                |
| c.2030 av. J.-C. à c.2022 av. J.-C.   | Ibbi-Sin                               | Capturé par les Élamites c.2005 ; sort inconnu |
| c.2022 av. J.-C.                      | l'invasion amorrite mit fin à l'empire |                                                |